# Sumter megye (Florida)
Sumter megye az Amerikai Egyesült Államokban, azon belül Florida államban található. Megyeszékhelye Bushnell, legnagyobb városa The Villages. Lakosainak száma 129 752 fő (2020. április 1.). Sumter megye Marion, Citrus, Hernando, Pasco, Polk és Lake megyékkel határos.

## Népesség
A megye népességének változása:
| Lakosok száma | 94 285 | 98 311 | 101 748 | 107 056 | 118 891 | 129 752 |
|               | 2010   | 2011   | 2012    | 2013    | 2015    | 2020    |